# Wallfahrtsbasilika Mariapfarr

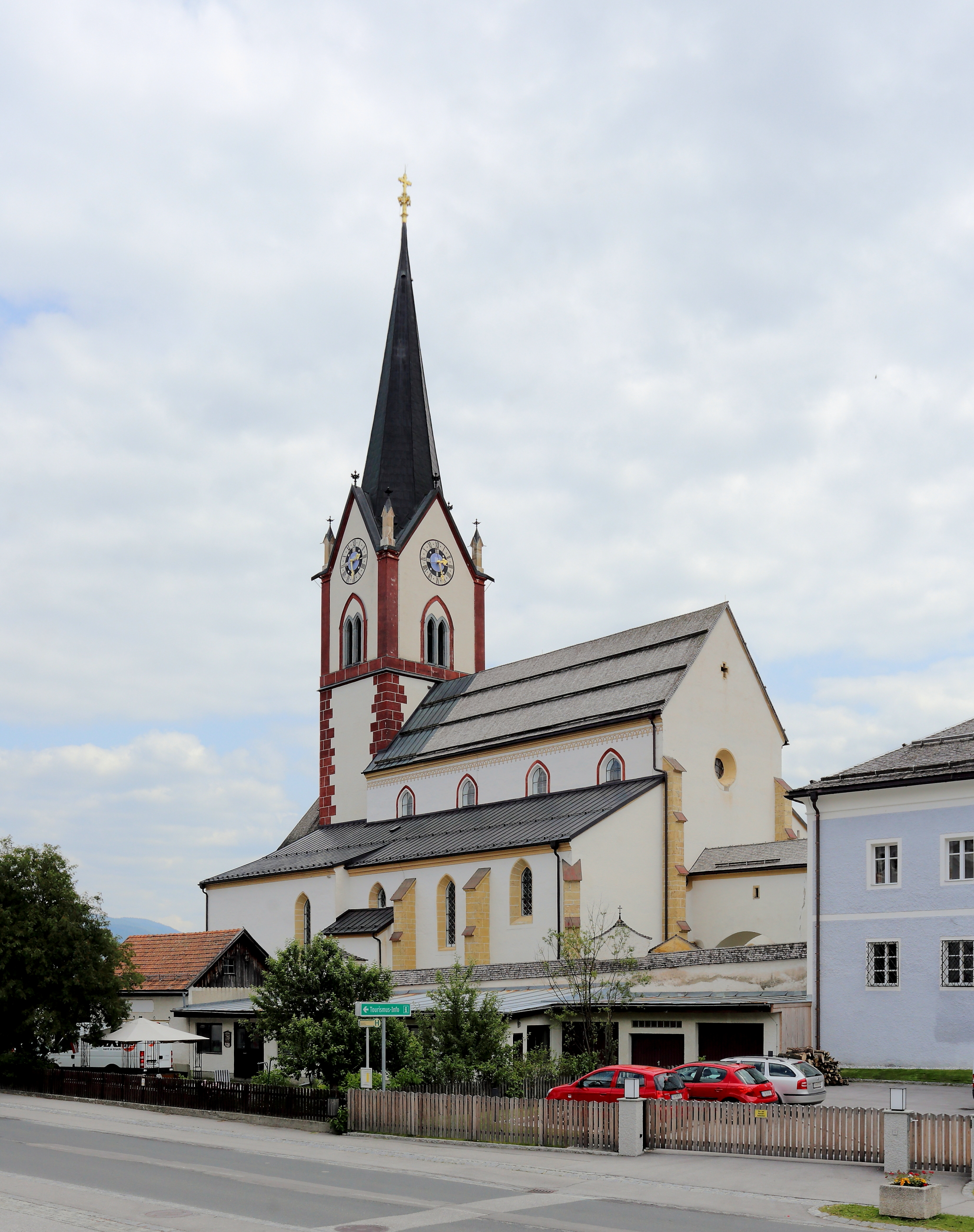
Kath. Pfarr- und Wallfahrtskirche Unsere Liebe Frau in Mariapfarr

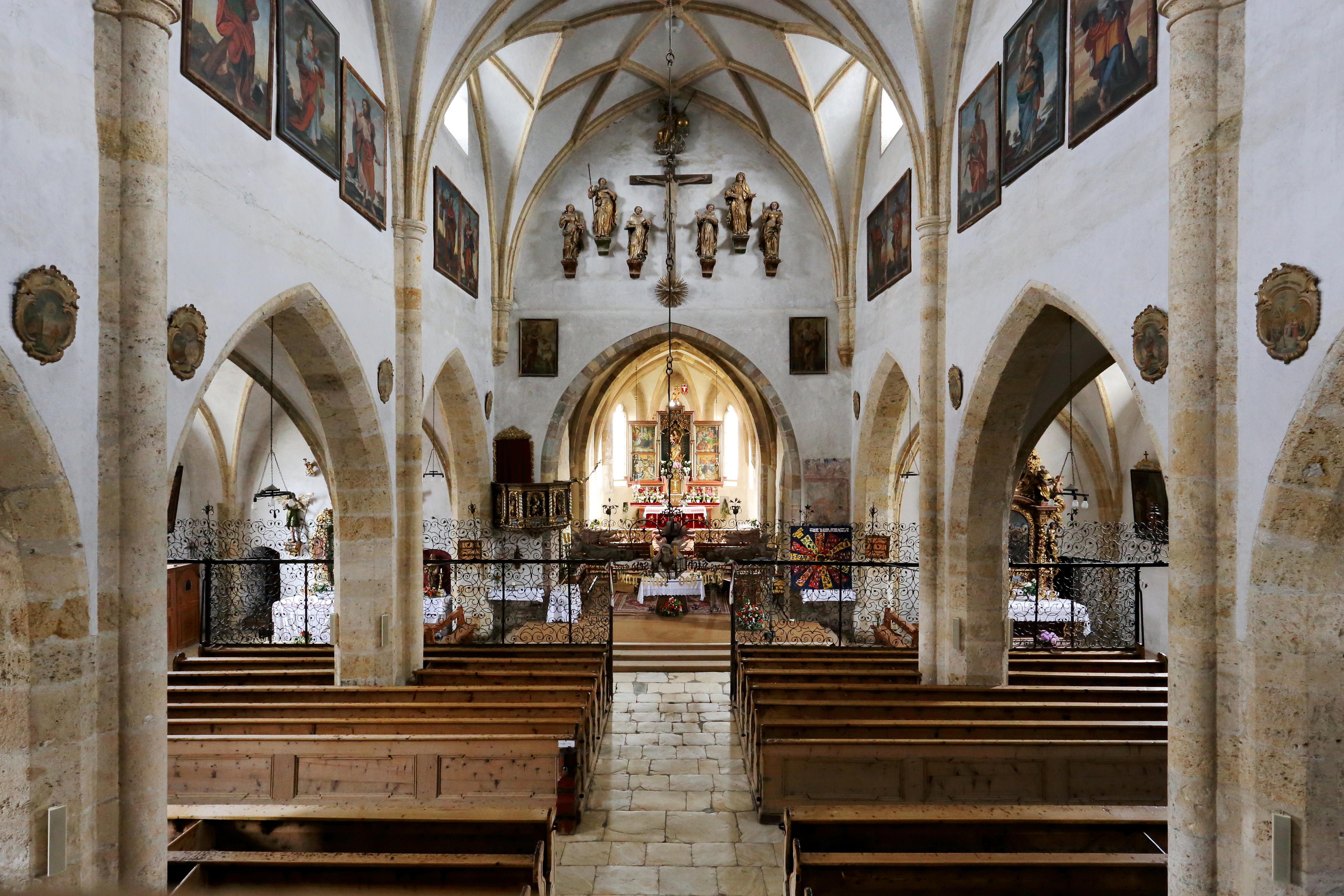
Im Mittelschiff des Langhauses zum Chor

Die Wallfahrtsbasilika Mariapfarr steht inmitten des Ortes auf leicht abfallendem Gelände in der Gemeinde Mariapfarr im Bezirk Lungau im Land Salzburg. Die dem Patrozinium Unsere Liebe Frau Mariä Himmelfahrt geweihte römisch-katholische Pfarr- und Wallfahrtskirche gehört zum Dekanat Tamsweg in der Erzdiözese Salzburg und trägt den Titel einer Basilica minor. Die Kirche steht unter Denkmalschutz (Listeneintrag).

## Geschichte
Bereits 923 wurde eine erste Kirche im Gemeindegebiet von Mariapfarr in Althofen als „ecclisia ad lungovue“ urkundlich erwähnt und gilt als Mutterkirche des Lungaus. 1217 überließ Konrad aus dem Geschlecht der Herren von Pfarr vor seinem Kreuzzug ins Heilige Land sein Gehöft samt Kapelle der Kirche. Die heute ortsbildbeherrschende Pfarrkirche „Unserer Lieben Frau“ wurde um diese Kapelle vorerst als romanischer Bau im 12/13. Jahrhundert errichtet und später im 15. Jahrhundert als gotischer Bau aus- und umgebaut. Auch die Wallfahrt geht auf diese Zeit zurück und erreichte im 15. Jahrhundert den größten Zulauf. 1854 zerstörte ein Brand das Kirchen-, das Turmdach sowie die Glocken und den Musikchor mit der Orgel. Bis 1858 erfolgte die weitgehendste Wiederherstellung. Von 2014 bis 2016 wurde der Kircheninnenraum umfassend restauriert und umgestaltet. Ein neuer Volksaltar wurde installiert, der neugotische Hochaltar wieder in den Zustand vor der Renovierung im Jahr 1947 versetzt und die spätgotischen Altarbilder umfassend restauriert. Das schmiedeeiserne Gitter von 1731 wurde einige Meter Richtung Westen versetzt, was im Vorfeld zu Protesten seitens eines Teils des Bevölkerung führte. Weiters wurde ein barrierefreier Zugang zum Kircheninnenraum geschaffen. Am 5. April 2018 erhob Papst Franziskus die Wallfahrtskirche per Dekret zur Basilica minor. Die Feierlichkeiten hierzu fanden am 15. August 2018 am Patroziniumstag (Mariä Himmelfahrt) in Anwesenheit von Erzbischof Franz Lackner, Alterzbischof Alois Kothgasser sowie Weihbischof Hansjörg Hofer statt.

## Architektur
Die ursprünglich im romanischen Stil im 12./13. Jahrhundert gebaute Kirche (heutiges Presbyterium) erhielt im 15. Jahrhundert ihre gotische Form. Die Kirche bietet in drei Kirchenschiffen etwa 900 Sitzplätze. Besonders die 1946 freigelegten Fresken aus dem 13. und 14. Jahrhundert sind erwähnenswert.

## Ausstattung
Zur Kirchenausstattung gehört eine Orgel, die 1951 von Max Dreher mit zwei Manualen und 25 Registern installiert wurde.

## Glocken
Im Kirchturm hängt ein 5-stimmiges Geläut, das 1950 von der Glockengießerei Oberascher gegossen wurde. Es hat die Tonfolge: c' es' g' b' c' '. Das Geläute hat ein Gesamtgewicht von 5.930 kg.

## Stille Nacht, heilige Nacht
Joseph Mohr hat den späteren Liedtext von Stille Nacht, heilige Nacht 1816 in Mariapfarr in Form eines Gedichts geschrieben. Ein Tafelbild mit der Anbetung der drei Weisen soll ihm als Inspiration für den Vers Holder Knabe im lockigen Haar gedient haben.

## Museum
An die Kirche ist das Pfarr-, Wallfahrts- und Stille Nacht-Museum angeschlossen. Es werden viele Sakralgegenstände wie das berühmte Silberaltärchen des Pfarrers Grillinger aus 1443 gezeigt.